# Günter Goebel

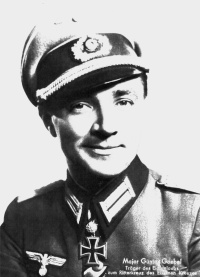
Major Günter Goebel (1943)

Günter Goebel (* 14. November 1917 in Hagen; † 4. September 1993 ebenda) war ein deutscher Oberstleutnant im Zweiten Weltkrieg.

## Leben
Günter Goebel wurde am 14. November 1917 als Sohn von Maria Theresia und Friedrich Eduard Goebel in Hagen (NRW) geboren. Dort verbrachte er mit seiner Schwester Ursula Kindheit und Jugendzeit und ging auf das dortige Albrecht-Dürer Gymnasium. Er trat 1936 in die Offizierslaufbahn in der deutschen Wehrmacht ein.
Goebel diente in der 79. Infanterie-Division, die Teil der 6. Armee war.
Er wurde bekannt als Kommandant der Kampfgruppe Goebel bei der Schlacht um Stalingrad, wo er Ende August und September 1942 bei Nischne-Tschirskaja (heute: Nischni Tschir) an der Mündung des Tschir einen wichtigen Teil der deutschen Front hielt. Die Kampfgruppe formte er aus zurückströmenden Soldaten aufgelöster Einheiten ohne wesentliche Kampferfahrung und zunächst mit wenigen schweren Waffen. Mit einer Funknachricht wurde er in der 6. Armee bekannt: „Kampfgruppe Hauptmann Goebel hält mit 3000 Mann Donbrücke (Werchne) Tschir(skaja). Haltet den Kopf hoch wie wir!“
1945, zwei Tage nach Unterzeichnung der bedingungslosen Kapitulation für alle deutschen Truppen wurde er von sowjetischen Truppen am 11. Mai 1945 in Kriegsgefangenschaft genommen. Er wurde für mehr als 10 Jahre in verschiedenen sowjetischen Arbeitslagern interniert.
Am 9. Oktober 1955 wurde er als einer der letzten Heimkehrer freigelassen.

## Auszeichnungen
- Eisernes Kreuz II. Klasse im November 1939
- Eisernes Kreuz I. Klasse im Juni 1940
- Nennung im Ehrenblatt des Heeres am 6. November 1941
- Ritterkreuz des Eisernen Kreuzes mit Eichenlaub[1]
  - Ritterkreuz am 18. Oktober 1941
  - Eichenlaub am 18. Januar 1943 (180. Verleihung)[2][3][4][5]
- Nahkampfspange des Heeres in Silber im April 1944